# ألتون ليستر
ألتون ليستر (بالإنجليزية: Alton Lister)‏ مواليد 1 أكتوبر 1958 في دالاس، هو مدرب كرة سلة أمريكي ولاعب معتزل. بدأ مسيرته الاحترافية في سنة 1981. تم اختياره من قبل فريق ميلووكي باكز خلال الدرافت. يدرب في الرابطة الفلبينية لكرة السلة. يبلغ طوله 7 قدم 0 بوصة (2.1 م). اعتزل اللعب في 1998. أحرز خلال مسيرته في الإن بي إيه 6298 نقطة بمعدل 6.6 نقاط في المباراة الواحدة.

## المسيرة الاحترافية
لعب مع ميلووكي باكز من سنة 1981 إلى 1986، ثم لعب مع سياتل سوبرسونيكس من سنة 1986 إلى 1989، ثم لعب مع غولدن ستايت ووريورز من سنة 1989 إلى 1993، ثم لعب مع ميلووكي باكز من سنة 1994 إلى 1996، ثم لعب مع بوسطن سيلتكس من سنة 1995 إلى 1997، ثم لعب مع بورتلاند ترايل بلايزرز في موسم 1997–1998.

## روابط خارجية
- ألتون ليستر على موقع إن بي أي (الإنجليزية)
- ألتون ليستر على موقع سبورتس رفرنس (الإنجليزية)
- ألتون ليستر على موقع كلية كرة السلة في سبورتس رفرنس.كوم (الإنجليزية)
- ألتون ليستر على موقع ريلجم (الإنجليزية)
- ألتون ليستر على موقع بروبوليرز (الإنجليزية)
- ألتون ليستر على موقع سبورتس رفرنس (الإنجليزية)